# La vuelta al mundo de Willy Fog
La vuelta al mundo de Willy Fog, producida en 1983, es una serie de dibujos animados basada en la obra de Julio Verne La vuelta al mundo en ochenta días con animales antropomorfizados. Fue una coproducción hispano-japonesa realizada por Nippon Animation bajo encargo de BRB Internacional, asociada a Televisión Española, al igual que series como D'Artacan y los tres mosqueperros.

## Trama
Adaptación de la trama de la novela original, Willy Fog (trasunto del Phileas Fogg original) es un caballero inglés que se juega la mitad de su fortuna apostando contra el director del banco de Inglaterra y otros socios del Reform Club de Londres a que consigue dar la vuelta al mundo en 80 días, partiendo y volviendo a la ciudad de Londres en ese tiempo. Acompañado de su mayordomo Rigodón y el amigo de este, Tico, se embarca en su viaje alrededor del Mundo, en el que conocerá a la princesa Romy, y en la que ocurrirán un sinfín de aventuras y contratiempos con el fin de intentar llevar a cabo con éxito su apuesta.

## Personajes

### Principales
- Willy Fog: se juega la mitad de su fortuna (20.000 libras) a que consigue dar la vuelta al mundo en 80 días. Es bien conocido por su fortuna y estilo, aunque nunca se dice mucho de su vida fuera de la apuesta. Fog detesta el uso de la violencia, pero siempre recurre a su fiable bastón, que maneja con gran habilidad, si es necesario defender a sus amigos. Es un león.
- Rigodón: el mayordomo francés de Fog (adaptado del Passepartout original). Antiguo artista circense, Rigodón dejó su trabajo por su desagrado por tener que viajar, ofreciéndose trabajar para Fog con la esperanza de que éste, con su vida establecida en Londres, no fuese dado a los viajes largos; sin embargo, le sale el tiro por la culata. A pesar de ello, Rigodón sigue con lealtad a su amo. Es de París y habla con un marcado acento francés. Es un gato o lince.
- Tico: personaje original de la serie, amigo de Rigodón y su antiguo compañero en el circo. Un hámster español con un marcado acento andaluz y con un masivo apetito. Debido a su tamaño, Tico puede esconderse en cualquier lugar, y siempre porta un reloj de sol con el que mide los días que quedan para cumplir la apuesta.
- Romy: una princesa india (adaptada del personaje de Audaa) rescatada por los protagonistas cuando iba a ser quemada viva junto al cadáver de su difunto esposo para honrar a la diosa Kali. Inicialmente uniéndose al grupo para encontrar a sus parientes en Singapur, pronto Romy se enamora de Fog y se convierte en su compañera de viaje. Es una pantera india.
- Mr. Sullivan: El director del banco británico, empeñado en hacer que Fog pierda su apuesta. Es un lobo.
- Transfer: otro personaje original, saboteador contratado por Mr. Sullivan para hacer fracasar a Willy Fog. Es un maestro del disfraz, identificándose solo por el brillo de su ojo izquierdo cuando se halla suplantando a alguien o planeando una de sus fechorías. Es un chacal.

### Secundarios
- Inspector Dix: agente de la policía británica (adaptado del personaje de Fix de la novela), que confunde a Fog con un ladrón de bancos y le persigue alrededor del mundo para arrestarle, aunque sin mucho éxito debido a su mala suerte o a la habilidad de Fog para escapar de sus trampas. A pesar de su rol, Dix no es intrínsecamente malvado: es un personaje notablemente honesto y con un gran sentido del deber, aunque también muy desconfiado y cínico. Uno de sus clásicos gags viene de su incapacidad para recordar el nombre de Rigodón, llamándole por apodos tales como "Tontorrón" y similares. En la versión inglesa, su nombre completo es Clifford Dix. Es un sabueso.
- Agente Bully: ayudante de Dix. Se trata de un personaje más bien torpe, más dado a jugar a los dardos en la comisaría que a perseguir a criminales alrededor del globo. Es un bulldog.
- Brigadier Corn: acompaña a Fog desde Suez hasta Benarés, atravesando la selva después de que el tren se quedara a mitad de camino. Ayuda a Fog también a rescatar a Romy. Es un ciervo.
- Ralph: periodista que apoyará a Willy Fog en su aventura por el mundo y mantendrá informado a los lectores del Morning Chronicle. Es una ardilla.
- Lord Guiness: es el único socio del Reform Club que confía en que Fog logrará su propósito. Es un chivo.
- Comisionado de policía Rowan: jefe de Dix y Bully. Es un gato.
- Blasguer: bohemio devorador de libros de avanzada edad que aconsejaba a los villanos como acabar con el viaje de Fog. Su aspecto desaliñado y austero hacía recordar a una especie de Conde Drácula. Es un flamenco albino.
- Sindicat: pareja de Blasguer, con el que tiene una relación de amor-odio. Su nombre completo es Sindicat Mërkel y es de ascendencia galaico-germana. Su papel en la serie es ayudar en el anonimato a Fog, evitando los saboteos de Blasguer. Amante de la cerveza posee una taberna propia llamada “La Pandereta del Parque Feria”. Es una gata rubia.

## Emisión
La serie fue emitida por La 1 de TVE los domingos, a las 15:30 horas, entre el 8 de enero y el 15 de julio de 1984. Se repuso en ese mismo canal los miércoles, a las 18:30 horas, entre el 25 de marzo y el 16 de septiembre de 1987. Se ha emitido también a través de la señal internacional de TVE.
En 2012, se volvió a emitir en el canal Panda, disponible en plataformas televisivas de pago.
En Japón se emitió del 10 de octubre de 1987 al 26 de marzo de 1988 por la cadena TV Asahi y asociadas.

## Diferencias entre versiones
La versión japonesa tiene ligeras modificaciones con respecto a la versión occidental.
Para empezar toda la banda sonora y música de fondos es complemente distinta.
Las canciones se limitan al tema del Opening "Sky Way" y el del ending "Our Two Watcher", algunas partes que eran para números musicales se limitan a repetir los 2 temas o música instrumental a pesar de ver los personajes mover la boca para cantar.
El narrador, es solamente para occidente.
Además la animación de la Tierra rotando se usa para mostrar los títulos de los capítulos, mientras que Occidente lo usa como seña de BRB, semejante al logo de Universal Pictures.

## Reparto de willy fog
- Claudio Rodríguez: Willy Fog.
- Ángel Egido: Rigodón.
- Luis Reina: Tico.
- Gloria Cámara: Romy.
- Rafael de Penagos: Dix.
- Luis Marín: Bully.
- Antolín García: Transfer.
- Félix Acaso, Luis Gaspar: Sullivan.
- Eduardo Jover: Ralph.
- Alfonso Santigosa: Lord Guinness
- Benjamín Domingo: Comisionado de policía Rowan
- José María Cordero: Brigadier Corn
- Teófilo Martínez: Narrador
- Javier Dotú: Caballero Naviero

## Producción original
- Productor: Kōichi Motohashi
- Productor ejecutivo: Mitsuru Takakuwa
- Guion original: Ryūzō Nakanishi
- Diseño de personajes: Isamu Kumada
- Director artístico: Shūhei Kawatomo
- Música: Shunsuke Kikuchi
- Director: Fumio Kurokawa

## Banda sonora
La música original de la serie fue producida por Shunsuke Kikuchi. Los temas de apertura y cierre fueron "Sky Way" y "Futari no dōkei" (interpretados por Keiko Han).
En la versión en castellano el tema principal de la serie, así como las canciones interpretadas ocasionalmente por los personajes y el tema de los títulos de crédito ("Rigodón", más conocida como "Sílbame"), fueron interpretados por el grupo musical Mocedades. Se lanzó un álbum con todas las canciones de la banda sonora que fue el último álbum en estudio de Mocedades con la participación de Amaya Uranga antes de que abandonara el grupo pocos meses después.
Asimismo, la música de la versión en castellano fue compuesta por Guido y Maurizio de Angelis quienes ya compusieron para BRB Internacional la cabecera de D'Artacan y los tres mosqueperros. Esta composición tiene versiones en varias lenguas.

## Musical
Cumpliendo el 25º aniversario de la serie (2008), se produjo una adaptación en musical a cargo de Ricard Reguant, que se estrenó en el Teatro Calderón de Madrid.
Con la banda sonora original de la caricatura de los De Angelis, la representación teatral contó con los actores en vivo Jaume Ortonobas (Fog), Laura Toledo (Romy) y José Troncoso (Rigodon) en maquillajes y máscaras para replicar los personajes antropomórficos de la caricatura. Tico está representado como una marioneta manipulada por Celia Vioque. Con guion del creador de la serie original Claudio Biern Boyd y dirigido por Ricard Reguant, el musical se presentó dos veces al día en el Teatro Häagen-Dazs Calderón de Madrid desde octubre de 2008; aunque originalmente solo se pretendía que se presentara hasta fin de año, el éxito del programa se extendió primero hasta principios de febrero de 2009, después de lo cual tuvo tanto éxito que realizó una gira por todo el país hasta fin de año.

## Títulos en otros idiomas
La serie tuvo diferentes nombres, dependiendo del país donde se emitiera (e incluso se llegó a vender en VHS/DVD), entre ellos:
- Japonés: アニメ80日間世界一周 (Anime Hachijū nichikan sekai isshu)
- Inglés: Around the world with Willy Fog
- Alemán: Um die Welt mit Willy Fog
- Portugués: A volta ao mundo de Willy Fog
- Francés: Le Tour du monde en 80 jours
- Finlandés: Matka maailman ympäri
- Checo: Willy Fog na cestě kolem světa
- Sueco: Jorden runt med Willy Fog
- Griego: Ο Γύρος του Κόσμου σε 80 Ημέρες
- Húngaro: 80 nap alatt a Föld körül Willy Foggal
- Italiano: Il giro del mondo di Willy Fog
- Ruso: Вокруг света с Вилли Фогом
- Polaco: Dookoła świata z Willym Foggiem
- Gallego:A volta ao mundo de Willy Fog
- Catalán: La volta al món de Willy Fog

## Secuela
Años más tarde, BRB produjo una segunda serie para su 10º aniversario basada en las novelas del mismo autor, Julio Verne, Viaje al centro de la Tierra y 20.000 leguas de viaje submarino compiladas bajo el título de Willy Fog 2, pero con otro productor animado, menor impacto público y menor fidelidad a las obras originales. Comenzó a emitirse en TVE en 1994.

## Musical
En el 25º aniversario de la serie, se crea una versión musical de 90 min.
En ella estaban descartados tanto el Agente Bully como otros secundarios.

## Películas
En 1995, BRB Internacional estrenó tres películas para TV de Willy Fog: La vuelta al mundo en 80 días, Viaje al centro de la Tierra y 20.000 leguas de viaje submarino, cada una creada mediante la edición intensiva de las primeras series de aproximadamente 650 minutos en total, unos 75 de duración cada una.